# Draga (gmina Šmarješke Toplice)
Draga – wieś w Słowenii, w gminie Šmarješke Toplice. W 2018 roku liczyła 19 mieszkańców.